# Peperomia flavamenta
Peperomia flavamenta är en pepparväxtart som beskrevs av William Trelease. Peperomia flavamenta ingår i släktet peperomior, och familjen pepparväxter. Inga underarter finns listade i Catalogue of Life.